# Guzmania
Genre
Classification APG IV (2016)
Guzmania est un genre de plantes de la famille des Bromeliaceae qui comprend environ 110 espèces vivaces, le plus souvent épiphytes, plus rarement terrestres, originaires des forêts tropicales de l'Amérique centro-méridionale. Ces plantes ont des feuilles rubanées souples, arquées, disposées en rosette, de couleur vert brillant, formant une hampe florale composée de bractées écarlates ou orange vif, qui portent de petites fleurs tubuleuses jaunes ou blanches, regroupées en épis ou en panicules, fleurissant en hiver ou au début du printemps. Elles peuvent atteindre de 20 centimètres à 1 mètre de haut.
Le nom du genre a été créé en hommage à Anastasio Guzmán, naturaliste espagnol du XVIIIe siècle.

## Principales espèces cultivées
- Guzmania berteroniana (Schult. & Schult. f.) Mez - Originaire de Porto Rico, cette espèce porte une hampe florale dressée, de 40 cm de haut environ, avec des bractées ovales rouge sombre; les fleurs sont de couleur jaune.
- Guzmania devansayana E.Morr. - Cette espèce a des feuilles striées de rouge qui atteignent 60 cm de long, des bractées rouge vif et des fleurs blanches.
- Guzmania lingulata (L.) Mez - Cette espèce qui croît spontanément au Brésil a de nombreuses variétés; ses feuilles lancéolées et aux bords entiers, au limbe effilé et relativement raide, ont jusqu'à 45 cm de long; elles sont vert brillant sur leur face supérieure et rougeâtres sur leur face inférieure; les petites fleurs blanc-jaunâtre sont regroupées en une inflorescence portée par une hampe de 20 à 30 cm, presque masquées par les bractées rouges; elles fleurissent au printemps ou en été, une seule fois dans leur existence; les yeux qui se développent à la base peuvent être transplantés.
- Guzmania minor Mez - Plante épiphyte rustique, résistante en appartement, vivace toujours verte, elle fleurit une seule fois dans son existence; les feuilles lancéolées sont de couleur verte; les fleurs regroupées en épi au centre de la rosette de feuilles sont de couleur rouge ou orange.
- Guzmania monostachya (L.) Rusby ex Mez - Originaire d'Amérique centrale, du Brésil et de Floride, haute d'environ 40 cm, elle porte des feuilles étroites et arquées; les fleurs regroupées en epi. Elles sont blanchâtres et émergent assez largement des bractées plutôt petites. Les bractées sont verdâtre à la base de l'épi et rouge au sommet de ce dernier.
- Guzmania musaica (Linden & André) Mez - Originaire du Panama et de la Colombie, elle se caractérise par ses bractées de couleur rose qui recouvrent des hampes florales aux fleurs jaunes.
- Guzmania sanguinea André - Espèce aux feuilles lancéolées vertes, mêlées de rouge et de jaune, les bractées rouges forment une rosette d'où émerge l'inflorescence centrale, composée de fleurs blanc-jaunâtre.
- Guzmania zahnii (Hook. f.) Mez - Espèce originaire de Colombie, à feuilles étroites, jaunes mêlées de rouge de 40 cm de long environ, à l'extrémité rouge; les fleurs jaune pâle sont entourées de bractées écarlates.

## Culture

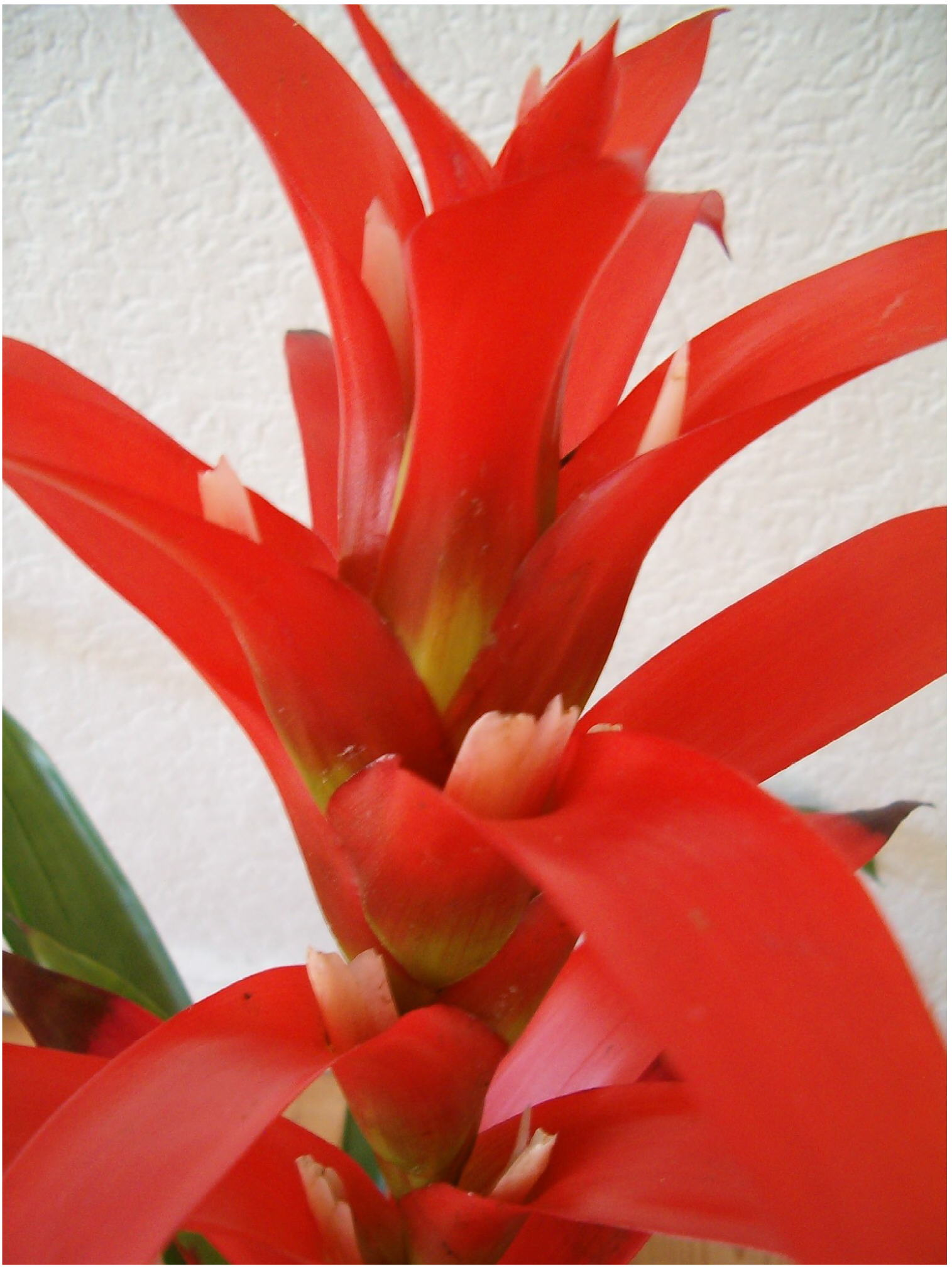
Inflorescence Guzmania hybride Rana

La culture de ces plantes nécessite une serre chaude et humide avec un filtrage de la lumière solaire et une température toujours maintenue au-dessus de 18 °C.
On les cultive en pots ou en récipients de verre, avec des arrosages réguliers, abondants en été et plutôt réduits en hiver; il convient de remplir, une fois par mois, la coupe centrale formée par les feuilles avec de l'eau fraîche et non calcaire, et, en saison chaude, de vaporiser fréquemment les feuilles.
Pendant la période végétative, la fertilisation se fait à l'aide d'engrais liquide, une fois par mois; les racines sont réduites et ne demandent pas un rempotage.
La multiplication se fait au printemps, en détachant de la plante mère les yeux apparus à la base, une fois qu'ils se sont enracinés, et en les transplantant dans des pots remplis de terreau pour broméliacées, ou du terreau universel, additionné de tourbe et de sable.

### Ennemis
- L'excès d'eau provoque le pourrissement des racines, tandis que les feuilles brunissent et s'amollissent.
- Un air trop sec et un manque d'humidité peuvent dessécher les pointes des feuilles.
- Des parasites comme les araignées rouges et les pucerons peuvent provoquer des déformations des feuilles et des fleurs.

## Liste complète d'espèces
- Guzmania acorifolia (Grisebach) Mez
- Guzmania acuminata L.B. Smith
- Guzmania acutispica E. Gross
- Guzmania aequatorialis L.B. Smith
- Guzmania albescens H. Luther & Determann
- Guzmania alborosea H. Luther
- Guzmania alcantareoides H. Luther
- Guzmania alliodora E. Gross
- Guzmania altsonii L.B. Smith
- Guzmania × amoena H. Luther
- Guzmania amplectens L.B. Smith
- Guzmania andreana (E. Morren) Mez
- Guzmania andreettae Rauh
- Guzmania angustifolia (Baker) Wittmack
  - var. nivea L.B. Smith
- Guzmania apiculata L.B. Smith
- Guzmania armeniaca H. Luther
- Guzmania asplundii L.B. Smith
- Guzmania atrocastanea H. Luther
- Guzmania attenuata L.B. Smith & R.W. Read
- Guzmania bakeri (Wittmack) Mez
- Guzmania barbiei Rauh
- Guzmania bergii H. Luther
- Guzmania berteroniana (Schultes f.) Mez
- Guzmania besseae H. Luther
- Guzmania betancurii H. Luther
- Guzmania bicolor L.B. Smith
- Guzmania bipartita L.B. Smith
- Guzmania bismarckii Rauh
- Guzmania blassii Rauh
- Guzmania brackeana Manzanares
- Guzmania bracteosa (André) André ex Mez
- Guzmania brasiliensis Ule
- Guzmania breviscapa H. Luther
- Guzmania brevispatha Mez
- Guzmania butcheri Rauh
- Guzmania cabrerae Gilmartin
- Guzmania calamifolia André ex Mez
  - var. rosacea J.R. Grant
- Guzmania calothyrsus Mez
- Guzmania candelabrum (André) André ex Mez
- Guzmania caricifolia (André ex Baker) L.B. Smith
- Guzmania cerrohoyaensis H. Luther
- Guzmania cinnabarina H. Luther & K. Norton
- Guzmania circinnata Rauh
- Guzmania claviformis H. Luther
- Guzmania compacta Mez
- Guzmania condensata Mez & Wercklé
- Guzmania condorensis H. Luther
- Guzmania confinis L.B. Smith
- Guzmania confusa L.B. Smith
- Guzmania conglomerata H. Luther
- Guzmania conifera (André) André ex Mez
- Guzmania coriostachya (Grisebach) Mez
- Guzmania corniculata H. Luther
- Guzmania cuatrecasasii L.B. Smith
- Guzmania cuzcoensis L.B. Smith
- Guzmania cylindrica L.B. Smith
- Guzmania dalstroemii H. Luther
- Guzmania danielii L.B. Smith
- Guzmania darienensis H. Luther
- Guzmania delicatula L.B. Smith
- Guzmania densiflora Mez
- Guzmania desautelsii L.B. Smith & R.W. Read
- Guzmania devansayana E. Morren
- Guzmania diazii H. Luther
- Guzmania diffusa L.B. Smith
- Guzmania dissitiflora (André) L.B. Smith
- Guzmania donnell-smithii Mez ex Donnell Smith
- Guzmania dudleyi L.B. Smith
- Guzmania dussii Mez
- Guzmania ecuadorensis Gilmartin
- Guzmania eduardii André ex Mez
- Guzmania ekmanii (Harms) Harms ex Mez
- Guzmania elvallensis H. Luther
- Guzmania erythrolepis Brongniart ex Planchon
- Guzmania farciminiformis H. Luther
- Guzmania fawcettii Mez
- Guzmania filiorum L.B. Smith
- Guzmania flagellata S. Pierce & J.R. Grant
- Guzmania foetida Rauh
- Guzmania formosa H. Luther
- Guzmania fosteriana L.B. Smith
- Guzmania fuerstenbergiana (Kirchhoff & Wittmack) Wittmack
- Guzmania fuquae H. Luther & Determann
- Guzmania garciaensis Rauh
- Guzmania glaucophylla Rauh
- Guzmania globosa L.B. Smith
- Guzmania glomerata Mez & Wercklé
- Guzmania gloriosa (André) André ex Mez
- Guzmania goudotiana Mez
- Guzmania gracilior (André) Mez
- Guzmania gracilis H. Luther
- Guzmania graminifolia (André ex Baker) L.B. Smith
- Guzmania harlingii H. Luther
- Guzmania hedychioides L.B. Smith
- Guzmania henniae H. Luther
- Guzmania herrerae H. Luther & W.J. Kress
- Guzmania hirtzii H. Luther
- Guzmania hitchcockiana L.B. Smith
- Guzmania hollinensis H. Luther
- Guzmania inexpectata H. Luther
- Guzmania izkoi Manzanares & W. Till
- Guzmania jaramilloi H. Luther
- Guzmania kalbreyeri (Baker) L.B. Smith
- Guzmania kareniae H. Luther & K. Norton
- Guzmania kentii H. Luther
- Guzmania killipiana L.B. Smith
- Guzmania kraenzliniana Wittmack
- Guzmania kressii H. Luther & K. Norton
- Guzmania laeta H. Luther
- Guzmania lehmanniana (Wittmack) Mez
- Guzmania lemeana Manzanares
- Guzmania lepidota (André) André ex Mez
- Guzmania lindenii (André) André ex Mez
  - var. concolor Rauh
- Guzmania lingulata (Linnaeus) Mez
  - var. cardinalis (André) André ex Mez
  - var. minor (Mez) L.B. Smith & Pittendrigh
  - var. flammea (L.B. Smith) L.B. Smith
  - var. concolor Proctor & Cedeño-Maldonado
- Guzmania × litaensis H. Luther
- Guzmania longibracteata Betancur & Salinas
- Guzmania longipetala (Baker) Mez
- Guzmania loraxiana J.R. Grant
- Guzmania lychnis L.B. Smith
- Guzmania macropoda L.B. Smith
- Guzmania madisonii H. Luther
- Guzmania manzanaresiorum H. Luther
- Guzmania marantoidea (Rusby) H. Luther
- Guzmania megastachya (Baker) Mez
- Guzmania melinonis Regel
- Guzmania membranacea L.B. Smith & Steyermark
- Guzmania mitis L.B. Smith
- Guzmania monostachya (Linnaeus) Rusby ex Mez
  - var. variegata hortus ex Nash
  - var. alba Ariza-Julia
- Guzmania morreniana (Linden hortus) Mez
- Guzmania mosquerae (Wittmack) Mez
- Guzmania mucronata (Grisebach) Mez
- Guzmania multiflora (André) André ex Mez
- Guzmania musaica (Linden & André) Mez
  - var. zebrina Cutak
  - var. concolor L.B. Smith
  - var. discolor H. Luther
  - var. rosea H. Luther
- Guzmania nicaraguensis Mez & Baker ex Mez
- Guzmania nidularioides L.B. Smith & R.W. Read
- Guzmania nubicola L.B. Smith
- Guzmania nubigena L.B. Smith
- Guzmania obtusiloba L.B. Smith
- Guzmania oligantha Lozano
- Guzmania osyana (E. Morren) Mez
- Guzmania pallida L.B. Smith
- Guzmania palustris (Wittmack) Mez
- Guzmania paniculata Mez
- Guzmania pattersonae Manzanares
- Guzmania patula Mez & Wercklé
- Guzmania pearcei (Baker) L.B. Smith
- Guzmania pennellii L.B. Smith
- Guzmania plicatifolia L.B. Smith
- Guzmania plumieri (Grisebach) Mez
- Guzmania polycephala Mez & Wercklé ex Mez
- Guzmania poortmanii (André) André ex Mez
- Guzmania pseudospectabilis H. Luther
- Guzmania pungens L.B. Smith
- Guzmania puyoensis Rauh
- Guzmania radiata L.B. Smith
- Guzmania rauhiana H. Luther
- Guzmania regalis H. Luther
- Guzmania remediosensis E. Gross
- Guzmania remyi L.B. Smith
- Guzmania retusa L.B. Smith
- Guzmania rhonhofiana Harms
  - var. rhonhofiana
    - forma variegata H. Luther
- Guzmania roezlii (E. Morren) Mez
- Guzmania rosea L.B. Smith
- Guzmania roseiflora Rauh
- Guzmania rubrolutea Rauh
- Guzmania rugosa L.B. Smith & R.W. Read
- Guzmania sanguinea (André) André ex Mez
  - var. brevipedicellata Gilmartin
  - var. comosa H. Luther
- Guzmania scandens H. Luther & W.J. Kress
- Guzmania scherzeriana Mez
- Guzmania septata L.B. Smith
- Guzmania sibundoyorum L.B. Smith
- Guzmania sieffiana H. Luther
- Guzmania skotakii H. Luther
- Guzmania sneidernii L.B. Smith
- Guzmania spectabilis (Mez & Wercklé) J. Utley
- Guzmania sphaeroidea (André) André ex Mez
- Guzmania sprucei (André) L.B. Smith
- Guzmania squarrosa (Mez & Sodiro) L.B. Smith & Pittendrigh
- Guzmania stenostachya L.B. Smith
- Guzmania steyermarkii L.B. Smith
- Guzmania straminea (K. Koch) Mez
- Guzmania striata L.B. Smith
- Guzmania stricta L.B. Smith
- Guzmania strobilantha (Ruiz & Pavón) Mez
- Guzmania subcorymbosa L.B. Smith
- Guzmania tarapotina Ule
- Guzmania tenuifolia (H. Luther) Betancur & Salinas
- Guzmania terrestris L.B. Smith & Steyermark
- Guzmania testudinis L.B. Smith & R.W. Read
  - var. splendida H. Luther
- Guzmania teucamae H. Luther & K. Norton
- Guzmania teuscheri L.B. Smith
- Guzmania triangularis L.B. Smith
- Guzmania undulatobracteata (Rauh) Rauh
- Guzmania vanvolxemii (André) André ex Mez
- Guzmania variegata L.B. Smith
- Guzmania ventricosa (Grisebach) Mez
- Guzmania verecunda L.B. Smith
- Guzmania victoriae Rauh
- Guzmania virescens (Hooker) Mez
- Guzmania viridiflora E. Gross
- Guzmania vittata (Martius ex Schultes f.) Mez
- Guzmania weberbaueri Mez
- Guzmania wittmackii (André) André ex Mez
- Guzmania xanthobractea Gilmartin
- Guzmania xipholepis L.B. Smith
- Guzmania zahnii (Hooker f.) Mez
  - var. longiscapa Rauh
- Guzmania zakii H. Luther